# マルス3号
マルス3号（Mars 3）は、1960年 - 1973年に行われたソビエト連邦のマルス計画の無人の探査機である。マルス3号は、双子機マルス2号打上げの9日後に打上げられた。両探査機は、オービターとランダーから構成される全く同一構造である。マルス2号が火星表面に衝突着陸した後、マルス3号ランダーは、火星表面へ軟着陸する最初の探査機となった。両機ともプロトンKロケットブロックD上段ステージに搭載されて打ち上げられた。

## 諸元
- 打上げ日時:1971年5月28日15時26分30秒（UTC）
- 打上げ時質量（燃料含む）
  - 合計：4,650 kg
  - オービター：3,440 kg
  - ランダー：1,210 kg
- 軌道上乾質量：2,265 kg
- 大きさ：高さ4.1 m・幅2 m（太陽電池展開時には5.9 m）

## 設計
マルス3号はマルス2号と同一設計を用いている。探査機は火星周回軌道上より観測を行うオービターと、火星表面へ降下するランダーから構成され、オービターは火星軌道に乗る直前にランダーを火星へ向けて分離した。

## オービター
オービターは燃料の一部を喪失、計画された25時間の軌道に入ることは出来なかった。その代わり、かなり離心率の大きい長周期（12日19時間）の軌道に変更されることになった。
マルス3号オービターは、1971年12月 - 1972年3月にかけて大量のデータを送り返してきた。伝送は8月まで続いた。1972年8月22日には、火星を20周し、マルス3号がミッションを終了したことが発表された。マルス2号と合わせて、撮影した画像は60枚に及んだ。

## ランダー
マルス3号降下モジュールは1971年12月2日9時14分（UTC）、火星への到着の4時間35分前に放出された。降下モジュールは、約5.7 km/sの速度で火星大気圏に突入した。空力ブレーキ・パラシュート・逆推進ロケットによってランダーは南緯45°西経158°の地点へ軟着陸し、運用を開始した。
14.5秒後の13時52分25秒に両方のデータチャンネルからの伝送が未知の理由によって停止し、以降の火星から地球への信号は届かなかった。この故障がランダーのものかそれとも中継点のオービターのものかは不明である。故障の原因は、当時発生していたコロナ放電を伴う非常に強力な火星の嵐が通信システムに損傷を与えたことによるものである可能性がある。画像の露光が少ないのもこの嵐で説明出来る。
唯一、70走査線の部分的な画像が伝送された。この画像は地平線と暗い空を写したものであったが、円形パノラマカメラで撮影された。これは、写真の視野を補正するために写真を時計回りに90°回転させなければならないことを意味する。ソビエト科学アカデミーによると、この写真では地平線とその他が識別出来ない。マルス3号ランダーからは、意味があるデータは何も送られて来なかった。

## ランダーの再発見
2013年、アメリカ航空宇宙局（NASA）は火星探査機マーズ・リコネッサンス・オービター (MRO) がマルス3号着陸点付近を写した画像の中に、マルス3号のランダーと思われる物体を発見したと発表した。この物体は、2012年12月に、ロシア人の宇宙ファンを中心としたインターネット上のコミュニティが、2007年撮影のMROの画像を調査して発見した。報告を受けたNASAは2013年3月に同地点を再撮影して4月に公表した。
2007・2013年に撮影された2枚の画像には、それぞれパラシュート・逆噴射ロケット・ランダー本体・断熱シールドと見られる4つの物体が写っている。これらのサイズや形状はマルス3号と矛盾無く一致する。但し、2013年4月現在ではマルス3号であるとの確証には至っていない。

## ギャラリー

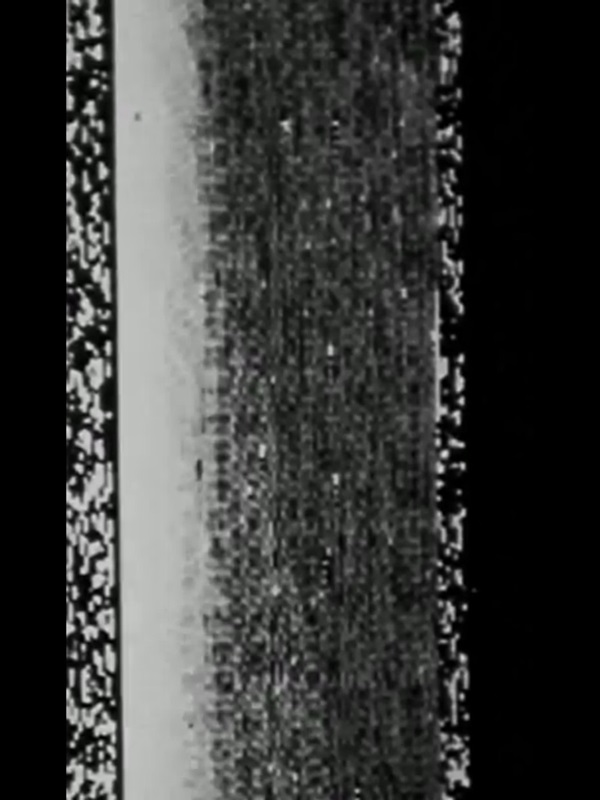
マルス3号から送られてきた唯一の画像
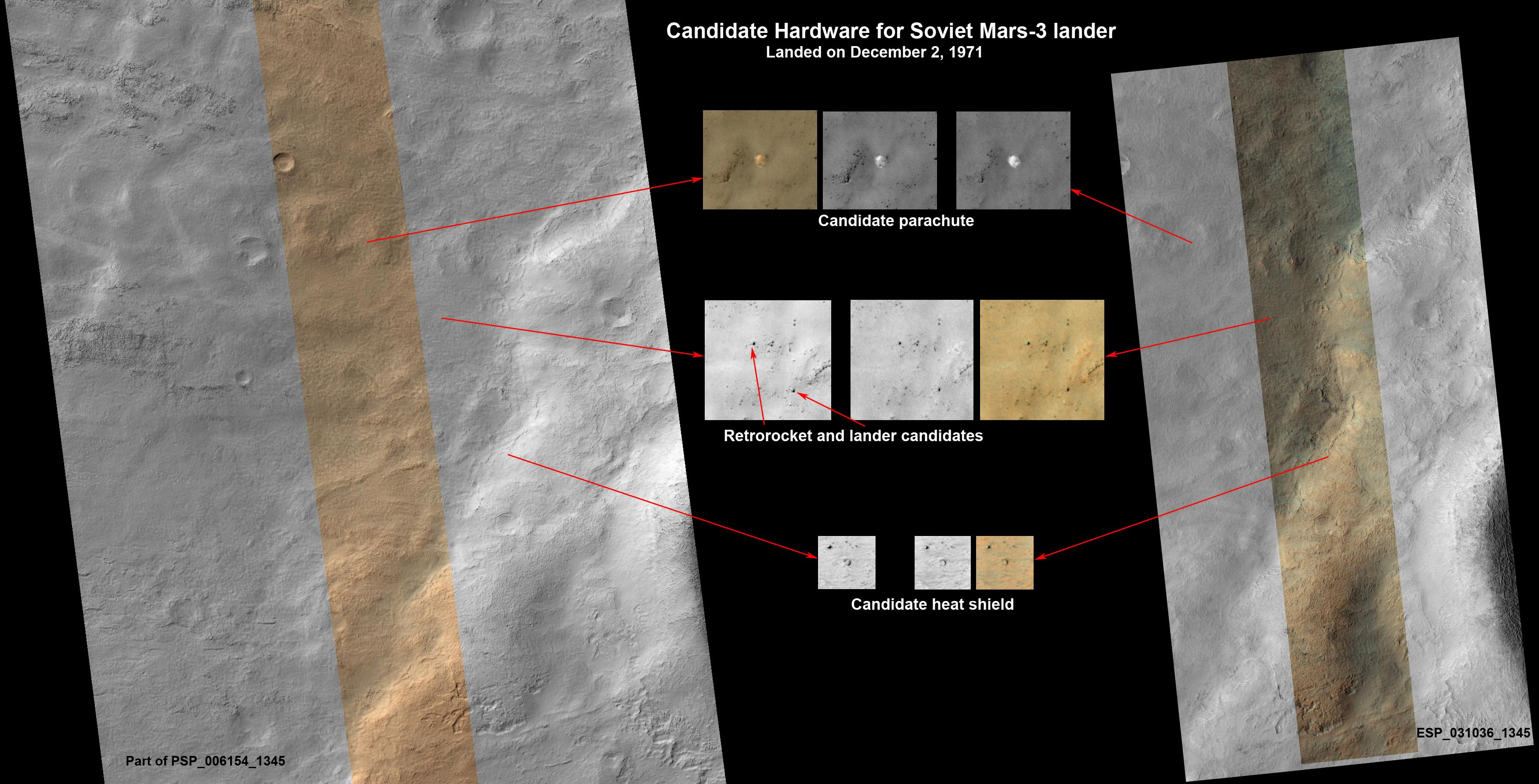
MROが撮影したマルス3号ランダーの可能性がある物体